# Émile Saint-Lot
Émile Saint-Lot est un homme politique haïtien né le 11 septembre 1904 à Port-Au-Prince, la capitale d'Haïti. Il meurt le 17 août 1976 à New York.
Il est notamment connu pour être signataire de la Déclaration Universelle des Droits de l'Homme adoptée par l'ONU en 1948 et pour s'être engagé dans l'indépendance de nombreux pays.

## Biographie

### Jeunesse
Il passe le début de sa vie à Port-Au-Prince lors de l'Occupation américaine à Haïti. Cette situation particulière pousse Émile Saint-lot à s'intéresser à la politique et à s'engager. Les idées de liberté, d'indépendance d'Haïti et d'un pays fort sont déjà ancrées dans ses valeurs.
Il fait ses études à la Faculté de droit du collège Saint-Louis-de-Gonzague et à l'école centrale d'agriculture. Il fait de l'agro-industrie, produit et exporte du sisal ainsi que d'autres produits finis. En tant que jeune journaliste, il est déjà réputé être un étudiant engagé en tant que défenseur des droits d'éducation et protecteur des droits de l'homme.

### Vie active
Émile Saint-Lot a eu beaucoup de rôles importants en tant que défenseur des droits humain : en tant que journaliste, professeur de Droit, mais aussi et surtout en tant que juge en chef du tribunal civil.
Le 19 juin 1946, Émile Saint-Lot est élu Sénateur du département de l'Ouest au Sénat de la République d'Haïti. Le 22 novembre 1946, il devient signataire de la Constitution d'Haïti[réf. à confirmer].

### Organisation des Nations unies
La création de l'Organisation des Nations unies est un événement important pour la vie d'Émile Saint-Lot ainsi que pour Haïti. Saint-Lot est le premier ambassadeur d'Haïti aux Nations-Unies, il y est chargé de voter sur l'indépendance des pays. En 1948 il joue un rôle très important en tant que Rapporteur de la 3ème Commission chargée dans la rédaction de la Déclaration Universelle des droits de l'Homme, dont il est signataire à Paris en présence de la première Dame des États-Unis d'Amérique, Eleanor Roosevelt.

Voici un extrait de son discours le 9 décembre 1948, le jour de la déclaration : 
« Monsieur le Président, Messieurs les Délégués, au moment où, en ma qualité de rapporteur de la 3ème Commission de l'Assemblée Générale, j'ai l'insigne honneur de déposer sur le bureau de l'assemblée, la 3ème Déclaration Universelle des Droits et libertés fondamentaux de l'homme. La tâche n'a pas toujours été facile. Après l'accord des peuples, il fallut réaliser, ce qui est moins commode, l'accord des gouvernements pour la réussite d'une telle entreprise. Entre les hommes venus des quatre coins de l'horizon, représentants de gouvernement et de pays, aux idéologies politique nettement contraires. Il fallait arriver à un dénominateur commun et qui met en jeu tout le système des certitudes morales et métaphysiques auxquelles chacun adhère. ».

### Rôle dans l'indépendance d'autres pays
Émile Saint-Lot sera présent et engagé pour l’indépendance d'autres pays émergents, notamment en Afrique.
Le 29 novembre 1947 il est le dernier à voter en faveur de la création de l’État d'Israël en tant que représentant d'Haïti. Il figure parmi les 33 votants «pour» avec les États-Unis d'Amérique et l'U.R.S.S,.

En 1949, Émile Saint-Lot vote contre le plan Bevin-Sforza qui avait pour but de séparer le pays en trois régions sous tutelle de trois pays différents, le sénateur a voté contre le plan malgré les instructions contraires de son gouvernement et de son président, M. Dumarsais Estimé. Ce geste a consterné les puissances orientales et a valu beaucoup dans la réputation de l'ambassadeur Haïtien, c'est son vote qui bloque l'application du plan, qui a été rejeté par l'ONU le 17 mai 1949. En 1957, Émile Saint-Lot présente un discours pour l'indépendance de la Libye, on dit que son discours reflète son optimisme et ses grandes capacités de leader.
« Malgré les difficultés futures pour Haïti, la Libye et le monde, le temps est sombre mais l’esprit brille. »
Son vote a aussi été décisif pour l'indépendance de la Somalie.

### Hommages
Le 10 décembre 2018, à l'occasion des 70 ans de la Déclaration Universelle des droits de l'Homme, les Nations unies, ainsi que le président du Sénat haïtien, Joseph Lambert, rendent hommage à Émile Saint-Lot. Une vie héroïque est comptée pour l'ambassadeur d'Haïti, Joseph Lambert explique que les valeurs intellectuelles et la haute culture d'Émile Saint-Lot ont marqué le monde. De plus il ajoute qu'Émile Saint-Lot s'est beaucoup fait remarquer pour ses prises de positions aux tribunes des Nations-Unies, et a rappelé l'importance de sa voix dans l’indépendance libyenne.
En Libye,à Tripoli, la « Haïti Street » est nommée ainsi en hommage au rôle qu'a eu Haïti et Émile Saint-Lot dans l'indépendance libyenne.